# San Francisco Art Institute

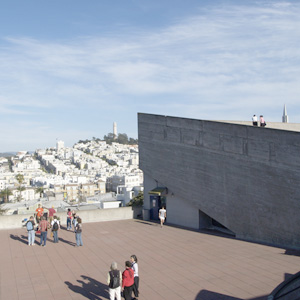
Takterrassen på San Francisco Art Institute

San Francisco Art Institute är en amerikansk privat konsthögskola i San Francisco i Kalifornien.  
San Francisco Art Institute har sina rötter i den 1871 bildade föreningen San Francisco Art Association. År 1874 grundade föreningen en konstskola med namnet California School of Design.  År 1893 erhöll University of California den palatsliknande viktorianska byggnaden Hopkins Mansion i donation för att användas av San Francisco Art Association för utbildning och annan verksamhet. Utbildningsinstitutionen fick då namnet Mark Hopkins Institute of Art.
I bränderna efter jordbävningen i San Francisco 1906 förstördes byggnaden och konstsamlingarna, varefter institutet återuppbyggdes i mer anspråkslösa lokaler på samma plats och bytte namn till San Francisco Institute of Art (från 1916 California School of Fine Arts). År 1926 flyttade institutet till Chestnut Street, där dess största campus fortfarande ligger.
Efter andra världskrigets slut 1945 blev California School of Fine Arts under ledning av Douglas MacAgy centrum för konstriktningen abstrakt expressionism, med en lärarkår som inkluderade Clyfford Still, Ad Reinhardt, Mark Rothko, David Park och Elmer Bischoff.
San Francisco Fine Art Institute döptes om till  San Francisco Art Institute 1961.